# Coogee (del av en befolkad plats i Australien, New South Wales)
Coogee är en del av en befolkad plats i Australien. Den ligger i kommunen Randwick och delstaten New South Wales, i den sydöstra delen av landet, nära delstatshuvudstaden Sydney. Antalet invånare är 13 179.
Trakten är tätbefolkad. Närmaste större samhälle är Sydney, nära Coogee. Genomsnittlig årsnederbörd är 1 380 millimeter. Den regnigaste månaden är februari, med i genomsnitt 200 mm nederbörd, och den torraste är juli, med 36 mm nederbörd.

## Beskrivning
Coogee förklarades som en by 1838. Den första skolan byggdes 1863 och byggnaden omvandlades till Coogee Bay Hotel 1873.
Coogee, en av Sydneys mest pittoreska kustförorter, erbjuder en unik blandning av livsstil, gemenskap och fastighetsmöjligheter. Coogee är en av Australiens mest tätbefolkade stadsdelar, med bostäder i alla stilar som går tillbaka till 1930-talet. Ett antal fristående hus har bevarats. 
Coogee Bay Road går från Randwick till Coogee Beach, som är relativt skyddad på grund av sin buktbildning. Den omgivande strandlinjen består huvudsakligen av klippor, som minskar i höjd mot stranden i den västra änden av bukten. Bukten skyddas från de tuffaste haven av Wedding Cake Island, ett klippigt rev cirka 800 meter utanför den södra udden. Två gånger om året anordnas simtävlingar runt om på ön, vanligtvis i november och april. I större vågor är omvända strömmar vanliga vid både norra och södra änden, och ganska ofta också i mitten av stranden. 
I norra änden av stranden finns trapporna som leder från Cape Dolphin Point ner till de gamla Giles-baden. Det är nu en utomhuspool i sten som huggits in i de omgivande klipporna. Detta område är nu känt som "Cape Dolphin Point". Dörröppningen och den fyra meter höga bronsskulpturen är ett minnesmärke över de tjugo australiensiska offren för bombdådet på Bali 2002 som var bosatta i Coogee och närliggande förorter, däribland sex medlemmar i rugbylaget Coogee Dolphins.
Coogee är en del av staden Randwick, som tillsammans med Clovelly utgör Eastern District. Det ligger i det federala valdistriktet Kingsford-Smith (som täcker hela sydöstra Sydney), historiskt sett var Coogee en del av valdistriktet Wentworth, sedan Phillip. Coogee ligger i valdistriktet Coogee State (som också omfattar förorterna Randwick, Waverley, Clovelly, Bronte och Bondi - Junction). Kuji representeras för närvarande av Australian Labor Party på både federal nivå och delstatsnivå.